# Транспорт Лівану
Транспорт Лівану представлений автомобільним , залізничним , повітряним , водним (морським)  і трубопровідним , у населених пунктах  та у міжміському сполученні діє громадський транспорт пасажирських перевезень. Площа країни дорівнює 10 400 км² (170-те місце у світі). Форма території країни — компактна, витягнута меридіональному напрямку; максимальна дистанція з півночі на південь — 190 км, зі сходу на захід — 80 км. Географічне положення Лівану дозволяє країні контролювати транспортні шляхи у Східному Середземномор'ї між Європою, Північною Африкою і Близьким Сходом.

## Автомобільний
Загальна довжина автошляхів у Лівані, станом на 2005 рік, дорівнює 6 970 км із твердим покриттям (170 км швидкісних автомагістралей) (146-те місце у світі).
Номерний знак Лівану - RL.

## Залізничний
Загальна довжина залізничних колій країни, станом на 2008 рік, становила 401 км (120-те місце у світі), з яких 319 км стандартної 1435-мм колії, 82 км вузької 1050-мм колії. Залізнична система виведена з ладу під час військових конфліктів 1980-х і 2006 років.

## Повітряний
У країні, станом на 2013 рік, діє 8 аеропортів (161-ше місце у світі), з них 5 із твердим покриттям злітно-посадкових смуг і 3 із ґрунтовим. Аеропорти країни за довжиною злітно-посадкових смуг розподіляються так (у дужках окремо кількість без твердого покриття):
- довші за 10 тис. футів (>3047 м) — 1 (0);
- від 10 тис. до 8 тис. футів (3047-2438 м) — 2 (0);
- від 8 тис. до 5 тис. футів (2437—1524 м) — 1 (0);
- від 5 тис. до 3 тис. футів (1523—914 м) — 0 (2);
- коротші за 3 тис. футів (<914 м) — 1 (1)[1].

У країні, станом на 2015 рік, зареєстровано 2 авіапідприємства, які оперують 21 повітряним судном. За 2015 рік загальний пасажирообіг на внутрішніх і міжнародних рейсах становив 2,58 млн осіб. За 2015 рік повітряним транспортом було перевезено 53,9 млн тонно-кілометрів вантажів (без врахування багажу пасажирів).
У країні, станом на 2013 рік, споруджено і діє 1 гелікоптерний майданчик.
Ліван є членом Міжнародної організації цивільної авіації (ICAO). Згідно зі статтею 20 Чиказької конвенції про міжнародну цивільну авіацію 1944 року, Міжнародна організація цивільної авіації для повітряних суден країни, станом на 2016 рік, закріпила реєстраційний префікс — OD, заснований на радіопозивних, виділених Міжнародним союзом електрозв'язку (ITU). Аеропорти Лівану мають літерний код ІКАО, що починається з — OL.

## Водний

### Морський
Головні морські порти країни: Бейрут, Триполі. Річний вантажообіг контейнерних терміналів (дані за 2011 рік): Бейрут — 1,03 млн контейнерів (TEU).
Морський торговий флот країни, станом на 2010 рік, складався з 29 морських суден з тоннажем понад 1 тис. реєстрових тонн (GRT) кожне (85-те місце у світі), з яких: балкерів — 4, суховантажів — 7, інших вантажних суден — 17, автовозів — 1.
Станом на 2010 рік, кількість морських торгових суден, що ходять під прапором країни, але є власністю інших держав — 2 (Сирії); зареєстровані під прапорами інших країн — 34 (Барбадосу — 2, Камбоджі — 5, Коморських Островів — 2, Єгипту — 1, Грузії — 1, Гондурасу — 2, Ліберії — 1, Мальти — 6, Молдови — 1, Панами — 2, Сент-Вінсенту і Гренадин — 2, Сьєрра-Леоне — 2, Того — 6, невстановленої приналежності — 1).

## Трубопровідний
Загальна довжина газогонів у Лівані, станом на 2013 рік, становила 88 км.

## Державне управління
Держава здійснює управління транспортною інфраструктурою країни через міністерство транспорту і ЖКГ. Станом на 29 грудня 2016 року міністерство в уряді Саада аль-Харірі очолював Юсіф Фініанос.

### Українською
- Атлас. 10-11 клас. Економічна і соціальна географія світу / упорядники :  О. Я. Скуратович, Н. І. Чанцева. — К. : ДНВП «Картографія», 2010. — ISBN 978-966-475-639-3.
- Атлас світу / голов. ред. І. С. Руденко ; зав. ред. В. В. Радченко ; відп. ред. О. В. Вакуленко. — К. : ДНВП «Картографія», 2005. — 336 с. — ISBN 9666315467.
- Безуглий В. В. Економічна і соціальна географія зарубіжних країн : Навчальний посібник. — К. : ВЦ «Академія», 2007. — 704 с. — ISBN 978-966-580-239-6.
- Безуглий В. В., Козинець С. В. Регіональна економічна і соціальна географія світу : Навчальний посібник. — видання 2-ге, доп., перероб. — К. : ВЦ «Академія», 2007. — 688 с. — ISBN 966-580-144-9.
- Головченко В., Кравчук О. Країнознавство: Азія, Африка, Латинська Америка, Австралія і Океанія. — К., 2006. — 335 с. — ISBN 966-8939-04-2.
- Дахно І. І. Країни світу: Енциклопедичний довідник / І. І. Дахно, С. М. Тимофієв. — К. : Мапа, 2011. — 606 с. — (Бібліотека нового українця) — ISBN 978-966-8804-23-6.
- Дахно І. І. Економічна географія зарубіжних країн : навчальний посібник. — К. : Центр учбової літератури, 2014. — 319 с. — ISBN 978-611-01-0682-5.
- Дорошенко В. І. Географія транспорту : Навчальний посібник / В. І. Дорошенко, К. Д. Діденко. — К. : Київський нац. ун-т ім. Т. Шевченка, 2010. — 183 с. — ISBN 978-966-439-329-1.
- Дубович І. А. Країнознавчий словник-довідник. — 5-те вид., перероб. і доп. — К. : Знання, 2008. — 839 с. — ISBN 978-966-346-330-8.
- Економічна і соціальна географія країн світу : Навчальний посібник / За ред. С. П. Кузика. — Л. : Світ, 2002. — 672 с. — ISBN 966-603-178-7.
- Зарубіжна транспортна географія : навчальний посібник / уклад. : Петрашевський О. Л. и др. — К. : Національний транспортний університет, 2015. — 95 с. — ISBN 978-966-632-227-5.
- Ігнатьєв П. М. Країнознавство: Країни Азії. — Ч. : Книги-ХХІ, 2004. — 383 с. — ISBN 966-8029-53-4.
- Книш М. М., Мамчур О. І. Регіональна економічна і соціальна географія світу (Латинська Америка та Карибські країни, Африка, Азія, Океанія) : навч. посіб. — Л. : ЛНУ ім. Івана Франка, 2013. — 368 с. — ISBN 978-617-10-0007-0.
- Юрківський В. М. Регіональна економічна і соціальна географія. Зарубіжні країни : Підручник. — К. : Либідь, 2001. — 416 с. — ISBN 966-06-0092-5.

### Англійською
- (англ.) Modern Transport Geography / Hoyle, B. and R. Knowles (eds). — Second Edition,. — London : Wiley, 1998.
- (англ.) Rodrigue, J-P. The Geography of Transport Systems. — Fourth Edition. — N. Y. : Routledge, 2017. — 440 с. — ISBN 978-1138669574.
- (англ.) Taaffe E. J., Gauthier H. L. and O'Kelly M. E. Geography of transportation. — Second Edition. — N. Y. : Prentice Hall, 1996. — ISBN 0-13-368572-1.
- (англ.) Black, W. Transportation: A Geographical Analysis. — N. Y. : Guilford, 2003.

### Російською
- (рос.) Максаковский В. П. Географическая картина мира. Книга I: Общая характеристика мира. — М. : Дрофа, 2008. — 495 с. — ISBN 978-5-358-05275-8.
- (рос.) Максаковский В. П. Географическая картина мира. Книга II: Региональная характеристика мира. — М. : Дрофа, 2009. — 480 с. — ISBN 978-5-358-06280-1.
- (рос.) Физико-географический атлас мира. — М. : Академия наук СССР и главное управление геодезии и картографии ГГК СССР, 1964. — 298 с.
- (рос.) Шаповал Н. С. Транспортная география и транспортные системы мира : учебное пособие. — К. : Центр учбової літератури, 2006. — 188 с. — ISBN 000-0000-00-4.
- (рос.) Экономическая, социальная и политическая география мира. Регионы и страны / под ред. С. Б. Лаврова, Н. В. Каледина. — М. : Гардарики, 2002. — 928 с. — ISBN 5-8297-0039-5.
- (рос.) Энциклопедия стран мира / глав. ред. Н. А. Симония. — М. : НПО «Экономика» РАН, отделение общественных наук, 2004. — 1319 с. — ISBN 5-282-02318-0.